# Austrarchaea mainae
Austrarchaea mainae là một loài nhện trong họ Archaeidae. Loài này phân bố ở Tây Úc.